# Campylocentrum robustum
Campylocentrum robustum es una especie de orquídea epifita originaria de Sudamérica. 

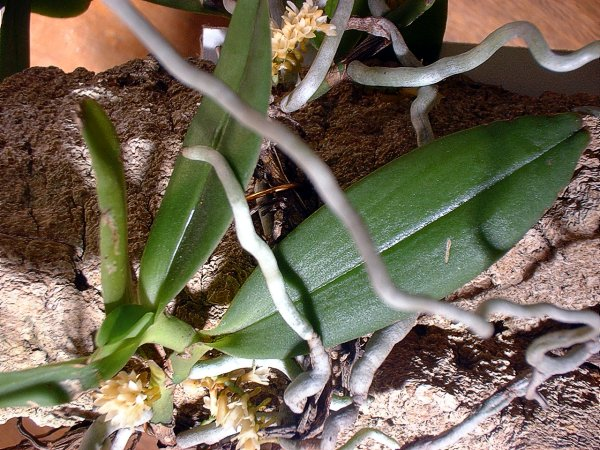
Vista de la planta

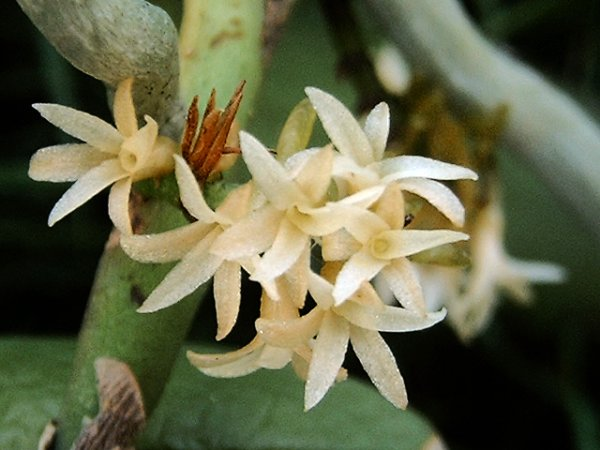
Inflorescencia

## Descripción
Es una orquídea de hábitos epífitas, monopodial con tallo alargado, cuyas inflorescencias crecen desde el nodo opuesto a la base del tallo de la hoja. Las flores tienen sépalos y pétalos libres, y nectario en la parte posterior del labio. Pertenece a la sección de especies Campylocentrum con hojas planas y ovario pubescente o verrugoso, con un largo nectario.

## Distribución y hábitat
Se encuentra en Brasil y Perú.

## Taxonomía
Campylocentrum robustum fue descrita por Célestin Alfred Cogniaux y publicado en Flora Brasiliensis 3(6): 509. 1906.
Etimología
Campylocentrum: nombre genérico que deriva de la latinización de dos palabras griegas: καμπύλος (Kampyle), que significa "torcido" y κέντρον, que significa "punta" o "picar", refiriéndose al espolón que existe en el borde de las flores.
robustum: epíteto latíno que significa "robusto".